# Malika Benradi
Malika Benradi es jurista, activista feminista y profesora de derecho privado, marroquí . 

## Biografía
Malika Benradi obtuvo un doctorado estatal en derecho privado en 1981 en la universidad Toulouse-Jean-Jaurès . Su tesis se titula Aspectos criminológicos de la delincuencia del norte de África en Francia.  También posee un diploma de estudios avanzados en ciencias criminales. De regreso a Marruecos, abandonó su carrera como abogada porque dijo: «No me vi recurriendo a un derecho desigual, a defender la causa de las mujeres». Es profesora y luego profesora de derecho en la Universidad de Fez. En 1993, era profesora en la Universidad Mohammed V-Agdal en ciencias jurídicas, económicas y sociales. Es parte de dos grupos de investigación: sobre migración y el segundo sobre género y desarrollo.
En 2006, colaboró con la Alta Comisión de Planificación y publicó un informe sobre la situación de la mujer en Marruecos. 

## Responsabilidades y compromiso internacional
Malika Benradi es presidenta de la Asociación de Mujeres Africanas para Investigación y Desarrollo. Como tal, representa a Marruecos en 2004, durante la 48.a sesión de las Naciones Unidas sobre la condición de la mujer en Nueva York.
También es consultora de la OIT sobre trabajo infantil y derechos de la mujer.

## Publicaciones
- Malika Benradi (2006). DYNAMIQUE SOCIALE ET EVOLUTION DES STATUTS DES FEMMES AU MAROC (en francés). Rabat: PROSPECTIVE « MAROC 2030 ». p. 95. Archivado desde el original el 8 de septiembre de 2018. Consultado el 16 de mayo de 2020.
- Malika Benradi (2002). Les hommes et les femmes face au politique. Quelle place pour les femmes ? (en francés). Rabat: Publication Dar Al Qalam.
- Malika Benradi (2003). Guide à l’intention des intervenants dans la question des enfants au travail : Comment protéger les enfants au travail ? (en francés). UNICEF-BIT.
- Malika Benradi (1998). Guide des droits familiaux des Femmes (en francés). OMDH.
- Malika Benradi (2006). Féminin- Masculin : la marche vers l’égalité 1993-2003 (en francés). Genre et politique néolibérales.
- Malika Benradi (2007). Les perceptions des Africains et des Africaines de l’égalité hommes – femmes (en francés).
- Malika Benradi (2007). Le nouveau code de la famille : perceptions et pratique judiciaire (en francés).
- Malika Benradi (2009). Les Marocains et les migrants subsahariens : quelles relations ? (en francés).